# Chilonatalus tumidifrons
Chilonatalus tumidifrons (Miller, 1903) è un pipistrello della famiglia dei Natalidi endemico delle Bahamas.

## Descrizione

### Dimensioni
Pipistrello di piccole dimensioni, con la lunghezza della testa e del corpo di 40 mm, la lunghezza dell'avambraccio tra 33 e 35 mm, la lunghezza della coda di 47 mm, la lunghezza del piede di 7 mm e la lunghezza delle orecchie di 11 mm.

### Aspetto
La pelliccia è lunga, soffice e densa. Il colore generale del corpo è giallo crema con dei riflessi marroni sul dorso. Il muso è lungo e appiattito, con il labbro inferiore attraversato orizzontalmente da una proiezione cutanea. È presente una grossa ghiandola dalla superficie rugosa sulla fronte. Le orecchie sono grandi, bruno-giallastre chiare con i bordi più scuri e a forma di imbuto. Le membrane alari sono marroni scure e attaccate posteriormente lungo la tibia. I piedi sono piccoli. La coda è lunga ed inclusa completamente nell'ampio uropatagio il quale margine libero è frangiato.

## Biologia

### Comportamento
Si rifugia all'interno di grotte profonde, calde ed umide. L'attività predatoria inizia 30 minuti dopo il tramonto. È un agile volatore.

### Alimentazione
Si nutre di insetti.

### Riproduzione
Danno alla luce un piccolo alla volta.

## Distribuzione e habitat
Questa specie è diffusa sulle isole di Andros, Great Abaco, Great Exuma e San Salvador nelle Bahamas.
Vive nelle foreste decidue secche.

## Conservazione
La IUCN Red List, considerato l'areale limitato e il continuo declino nell'estensione e nella qualità del proprio habitat, classifica C.tumidifrons come specie prossima alla minaccia di estinzione (Near Threatened).